# Egashira 2:50
Hideharu Egashira (江頭 秀晴 Egashira Hideharu?) (1 de julio de 1965) es un comediante y tarento japonés, más conocido por su nombre artístico Egashira 2:50 (江頭2:50 Egashira niji gojuppun?). Egashira es conocido por sus numerosas apariciones en varios programas televisivos de Japón, siendo el más conocido Mecha-Mecha Iketeru!.

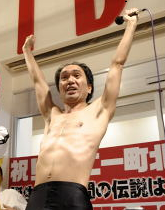
Egashira en una de sus actuaciones.

El estilo cómico de Egashira es notoriamente desenfadado y grosero, basado en gags obscenos y en aprovechar la extrema delgadez y flexibilidad de Hideharu para sorprender a la audiencia. Suele actuar con un pantalón elástico negro y desnudo de cintura para arriba, evocando a los luchadores profesionales japoneses (puroresu). Una encuesta de Oricon en 2005 y otra de Nikkei Entertainment! en 2008 le declaró el humorista más irritante de la televisión nipona.
Contrariamente a lo que su imagen pública hace pensar, Egashira es conocido por su corrección y profesionalidad detrás de las cámaras, lo que le ha permitido ser tolerado por las cadenas de Japón a pesar de sus frecuentemente ofensivas actuaciones. Sus colegas Yusuke Santamaria, Tsuyoshi Kusanagi y Ninety-Nine son admiradores suyos declarados.
A finales de 2006, Egashira hizo una aparición en la empresa de lucha libre profesional HUSTLE, apareciendo como un aliado de Shinjiro Otani. Aunque se esperaba que Egashira continuara con su carrera en HUSTLE, esa ha sido su única lucha hasta la fecha.